# 杨国春
杨国春（1938年3月—），男，河北滦县人，中华人民共和国政治人物，曾任中共河北省委统战部部长，河北省社会主义学院院长，河北省政协副主席。